# Tomáš Kalán
Tomáš Kalán (* 10. července 1973) narodil se v západočeském městě Ostrov. Je profesionální český. Nyní působí v Saském klubu FC Werda 1921. Hrál také za německý tým SV Plauen. Pracuje ve Vězeňské službě České republiky.

## Hráčská kariéra
Odchovanec Karlových Varů debutoval v nejvyšší československé soutěži v sobotu 14. srpna 1991 v dresu SKP Union Cheb, přičemž se ihned uvedl gólem do sítě olomoucké Sigmy (prohra 1:3), který byl zároveň i jeho jediným prvoligovým.
Hrál také v německém FC Werda 1921. Věnoval se také futsalu.

## Trenérská kariéra
Věnuje se trénování, v karlovarském klubu Slavia Karlovy Vary vede mládež.

## Ligová bilance
| Ročník                                   | Zápasy | Góly | Minuty | Klub                        |
| ---------------------------------------- | ------ | ---- | ------ | --------------------------- |
| 1. československá fotbalová liga 1991/92 | 6      | 1    | –      | Union Cheb                  |
| 1. československá fotbalová liga 1991/92 | 1      | 0    | –      | Slavia Praha                |
| 1. československá fotbalová liga 1992/93 | 5      | 0    | –      | Dukla Praha                 |
| Gambrinus liga 1997/98                   | 7      | 0    | 591    | AFK Atlantic Lázně Bohdaneč |
| 2. česká fotbalová liga 1998/99          | 3      | 1    | –      | AFK Atlantic Lázně Bohdaneč |
| 2. česká fotbalová liga 1999/00          | 24     | 3    | –      | AFK Atlantic Lázně Bohdaneč |
| 2. česká fotbalová liga 2000/01          | 12     | 0    | –      | FK AS Pardubice             |
| 2. česká fotbalová liga 2001/02          | 26     | 0    | –      | FK Spolana Neratovice       |
| CELKEM 1. LIGA                           | 19     | 1    | –      |                             |